# Pierluigi Gollini
Pierluigi Gollini, född 18 mars 1995, är en italiensk fotbollsmålvakt som spelar för Genoa, på lån från Atalanta.

## Klubbkarriär
Den 8 juli 2016 värvades Gollini av Aston Villa, där han skrev på ett fyraårskontrakt. Den 13 januari 2017 lånades Gollini ut till Atalanta på ett låneavtal över 18 månader. Den 10 juni 2018 blev det en permanent övergång till Atalanta för Gollini.
Den 24 juli 2021 blev det officiellt att Gollini lånades ut till Tottenham Hotspur på ett säsongslån med en köpoption. Han spelade 10 tävlingsmatcher under säsongen 2021/2022, dock inga ligamatcher och återvände efter säsongen till Atalanta.
Den 9 juli 2022 lånades Gollini ut till Fiorentina på ett säsongslån. Den 25 januari 2023 lånades han istället ut till Napoli. I juli 2023 lånades Gollini på nytt ut till Napoli på ett säsongslån. Den 30 juli 2024 lånades han ut till Genoa på ett säsongslån.

## Landslagskarriär
Gollini debuterade för Italiens landslag den 15 november 2019 i en 3–0-vinst över Bosnien och Hercegovina, där han blev inbytt i den 88:e minuten mot Gianluigi Donnarumma.